# 22082 Rountree
22082 Rountree è un asteroide della fascia principale. Scoperto nel 2000, presenta un'orbita caratterizzata da un semiasse maggiore pari a 2,6583148 UA e da un'eccentricità di 0,1969255, inclinata di 3,70507° rispetto all'eclittica.